# Comitas kaderlyi
Comitas kaderlyi é uma espécie de gastrópode do gênero Comitas, pertencente a família Pseudomelatomidae.